# Den augsburgske bekendelse
Den augsburgske bekendelse eller Confessio Augustana er et centralt luthersk bekendelsesskrift.
Bekendelsen blev fremlagt under rigsdagen i Augsburg i 1530. Kejseren af det tysk-romerske rige, Karl 5., havde bedt de tyske fyrster og byer, som havde tilsluttet sig Martin Luthers lære, om at forklare deres religiøse overbevisninger i håb om, at han kunne løse og bilægge reformationsstridighederne.
Editio Princeps (den første trykte version) blev udfærdiget af Philipp Melanchthon, professor ved universitetet i Wittenberg og nær ven af Luther. Det færdige dokument, Confessio Augustana, blev fremlagt for kejseren den 25. juni 1530 af den saksiske kansler Christian Beyer.
Efter grundige drøftelser viste det sig at være umuligt at nå et kompromis mellem katolikker og protestanter under rigsdagen. Det var nok umuligt at opnå genforening på grundlag af denne bekendelse. Melanchthon havde i bekendelsen udeladt så omstridte spørgsmål som viljens frihed, nadverelementernes forvandling under messen, pavens primat og skærsilden. Desuden havde hele forløbet under forhandlingerne vist, at bekendelsen hverken svarede til Luthers eller de evangeliske stænders forventninger.
I 1540 fremlagde Melanchthon en revideret version af Confessio Augustana, der kendes under navnet Variata. Den blev underskrevet af Jean Calvin.
Den uforandrede augsburgske bekendelse indgår i Folkekirkens bekendelsesskrifter.